# 창원 사화랑산 봉수대
창원 사화랑산 봉수대(昌原 沙火郞山 烽燧臺)는 대한민국 경상남도 창원시 진해구 명동에 있는 봉수대이다. 1997년 12월 31일 경상남도의 기념물 제186호로 지정되었다.

## 현지 안내문
봉수대는 횃불과 연기를 이용하여 급한 소식을 전하던 옛날의 통신수단을 말한다. 높은 산에 올라가서 불을 피워 낮에는 연기로 밤에는 불빛으로 신호를 보냈다.
사화랑 봉수는 경상도 동래에서 서울 목멱산(지금의 남산) 중앙봉수에 이르는 봉화선로의 중간노선을 연결하는 간봉(間烽)이다. 여기서는 동쪽 가덕도 천성 연대에서 봉수를 받아 장복산 봉수와 창원의 여음포 봉수에 알렸다. 『웅천읍지』를 비롯한 지리지에 따르면 사화랑봉수에는 임무를 수행하는 요원으로 100명이 있었다고 한다. 전국의 봉수제도를 폐지하던 고종 31년(1894)에 없어졌다.

## 참고 자료
- 창원 사화랑산 봉수대 - 국가유산청 국가유산포털